# Armandia exigua
Armandia exigua är en ringmaskart som beskrevs av Kükenthal 1887. Armandia exigua ingår i släktet Armandia och familjen Opheliidae. Inga underarter finns listade i Catalogue of Life.